# Augasmus thoracicus
Augasmus thoracicus is een keversoort uit de familie glanzende bloemkevers (Phalacridae). De wetenschappelijke naam van de soort werd in 1887 gepubliceerd door Edmond Fleutiaux.